# Justin Huish
Justin Huish, ameriški lokostrelec, * 9. januar 1975. 
Sodeloval je na lokostrelskem delu poletnih olimpijskih igrah leta 1996.